# Uvidicolus sphyrurus
Uvidicolus sphyrurus is een hagedis die behoort tot de gekko's en de familie Carphodactylidae.

## Naam en indeling
De wetenschappelijke naam van de soort werd voor het eerst voorgesteld door William Ogilby in 1892. Oorspronkelijk werd de naam Gymnodactylus sphyrurus gebruikt. De gekko werd in het verleden tot verschillende geslachten gerekend zoals Heteronotia, Phyllurus, Gymnodactylus, Underwoodisaurus en Nephrurus. Hierdoor staat de soort in de literatuur onder verschillende namen bekend. De soort werd door Paul M. Oliver en Aaron Matthew Bauer in 2011 aan het geslacht Uvidicolus toegewezen en is tegenwoordig de enige vertegenwoordiger van deze monotypische groep.
De wetenschappelijke geslachtsnaam Uvidicolus is een samentrekking van de Latijnse woorden uvidus- (vochtig) en -colus (bewoner) en is van de levenswijze afgeleid. De soortaanduiding sphyrurus betekent vrij vertaald 'hamerstaart' en verwijst naar de opmerkelijke vorm van de staart.

## Uiterlijke kenmerken
Uvidicolus sphyrurus heeft een grote kop en een vrij plomp lichaam, de hagedis bereikt een kopromplengte van ongeveer zeven centimeter exclusief de staart. De staart is sterk verbreed en bijna vierkant van vorm. Het uiteinde is echter langwerpig, de staart is voorzien van lichtere banden. Als de staart wordt afgeworpen doordat de hagedis wordt aangevallen groeit deze weer aan maar is dan dikker en heeft een vage vlekkentekening, bovendien is de staartpunt stomper van vorm. De poten zijn relatief dun, de vingers en tenen zijn kort en dragen klauwtjes en de voor gekko's kenmerkende hechtlamellen aan de onderzijde.

## Verspreiding en habitat
Uvidicolus sphyrurus komt endemisch voor in Australië en leeft hier in de staten New South Wales en Queensland. De habitat bestaat uit droge tropische en subtropische bossen en droge savannen. De soort is aangetroffen op een hoogte van ongeveer 500 tot 1200 meter boven zeeniveau.

## Beschermingsstatus
Door de internationale natuurbeschermingsorganisatie IUCN is de beschermingsstatus 'veilig' toegewezen (Least Concern of LC).